# Lomatocarpa steineri
Lomatocarpa steineri är en flockblommig växtart som först beskrevs av Dieter Podlech, och fick sitt nu gällande namn av Pimenov. Lomatocarpa steineri ingår i släktet Lomatocarpa och familjen flockblommiga växter. Inga underarter finns listade i Catalogue of Life.